# 勐帮水库
勐帮水库是中国云南省西双版纳傣族自治州勐海县境内的一座水库，位于南木岭河上，建于1958年。水库正常库容为1786万立方米，集雨面积为44平方千米，海拔为1577.94米。